# Abdelhafid Benchabla
Abdelhafid Benchabla (ar. عبد الحفيظ بن شبلة; ur. 26 września 1986) − algierski bokser amatorski, mistrz Afryki (2009) i złoty medalista igrzysk afrykańskich w wadze półciężkiej (2011, 2015) oraz wadze ciężkiej (2019), trzykrotny olimpijczyk (2008, 2012, 2016).

## Sportowa kariera
Jego pierwszym seniorskim sukcesem było wywalczenie na początku 2007 roku mistrzostwa kraju w wadze półciężkiej. Kilka miesięcy później zdobył też srebrny medal Igrzysk afrykańskich w Algierze.
W styczniu 2008 roku wygrał turniej kwalifikacyjny w Algierze i zapewnił sobie prawo udziału na igrzyskach olimpijskich. W Pekinie wygrał pierwsze dwie walki, po czym odpadł w ćwierćfinale, przegrywając na punkty z późniejszym złotym medalistą, Zhangiem Xiaopingiem (7:12).
W 2009 roku wygrał mistrzostwa krajów arabskich w Kairze, tryumfował w mistrzostwach Afryki na Mauritiusie, a także zdobył srebrny medal igrzysk śródziemnomorskich w Pescarze. W tym samym roku zadebiutował też na mistrzostwach świata w Mediolanie (odpadł w 1/8 finału).
W 2010 roku został zaangażowany przez południowokoreański klub Pohang Poseidons i wystąpił w inauguracyjnym sezonie World Series of Boxing (WSB) − zawodowej ligi AIBA. Wygrał w niej wszystkie ze swoich 7 walk, w tym w maju 2011 roku finałową z Francuzem Ludoviciem Groguhe, zostając indywidualnym mistrzem WSB w wadze półciężkiej. Dzięki temu zapewnił sobie również kwalifikację na igrzyska olimpijskie w Londynie.
We wrześniu 2011 w Maputo, w swoim drugim występie na igrzyskach afrykańskich, zdobył złoty medal, pokonując w finale na punkty Nigeryjczyka Lukmona Lawala.
W turnieju olimpijskim w Londynie, podobnie jak cztery lata wcześniej w Pekinie, dotarł do ćwierćfinału. Przegrał w nim przez decyzję z Ukraińcem Ołeksandrem Hwozdykiem.
W 2015 obronił tytuł mistrza igrzysk afrykańskich, wyczyn ten ponownie powtórzył w ramach igrzysk tegoż kontynentu rozgrywanych w 2019 roku (złoto tym razem wywalczył w kategorii wagowej do 91 kg).